# Сыединение (Тырговиштская область)
Сыединение (болг. Съединение) — село в Болгарии. Находится в Тырговиштской области, входит в общину Тырговиште. Население составляет 297 человек (2022).

## Политическая ситуация
В местном кметстве Сыединение, в состав которого входит Сыединение, должность кмета (старосты) исполняет Илия Спасов по результатам выборов правления кметства.
Кмет (мэр) общины Тырговиште — Дарин Димитров по результатам выборов в правление общины.